# Ultima Cena (Giampietrino)
L'Ultima cena (770 × 298 cm, olio su tela), copia del dipinto leonardesco di Santa Maria delle Grazie, è un'opera di Giovan Pietro Rizzoli, detto il Giampietrino, artista documentato tra il 1508 e il 1549. L'opera è oggi di proprietà della Royal Academy di Londra, che la prestò al Magdalen College di Oxford per 25 anni fino al 2017, anno in cui ritorna a essere esposta alla Academy.

## Storia
Non si conosce nulla della sua origine, su chi commissionò il dipinto o sulla sua collocazione iniziale. La prima volta che fu menzionato, da Bartolomeo Senese, il dipinto si trovava nella Certosa di Pavia nel 1626, ma è difficile che questa fosse la sua collocazione iniziale.
Ad un certo punto un terzo superiore del dipinto fu tagliato, forse prima che fosse posto nella certosa.
Nel 1821 la Royal Academy di Londra lo acquistò per 600 ghinee come lavoro di Marco d'Oggiono, ma oggi è comunemente attribuito al Giampietrino.
È stato ipotizzato (ma non ci sono testimonianze antiche a confermarlo) che Giampietrino possa aver assistito Leonardo nella realizzazione dell'Ultima cena originale nel refettorio di Santa Maria delle Grazie. Questa copia potrebbe fornire dettagli altrimenti perduti dell'opera, come i bicchieri di vetro sulla tavola ed i motivi floreali che decorano gli interni della sala.